# Бешигташлян, Мгрдич
Мкртич Пешикташлян (арм. Մկրտիչ Պէշիկթաշլեան; 18 августа 1828, Константинополь — 29 ноября 1868, Константинополь) — армянский поэт, драматург, актер, театральный режиссёр и общественный деятель.

## Биография
Мкртич Пешикташлян родился в 1828 году в пригороде Константинополя Ортагюх, в семье портного. Начальное образование получил в армянской католической семинарии Константинополя. В 1839 году его отправляют в Падую (Италия), в школу венецианских мхитаристов. Завершив учёбу в 1845 году, Пешикташлян возвращается в Константинополь, где приступает к активной педагогической, общественной, литературной и театральной деятельности. В школах столицы он преподаёт армянский и французский языки. Пешикташлян — один из основателей Общенационального общества (1846—1852), способствовавшего распространению армянского просвещения в населённых армянами районах Малой Азии, издававшего произведения армянских и европейских авторов, и т. д. Пешикташлян принимал участие и в работе других обществ, которые вели борьбу против турецкого ига, оказывали помощь участникам Зейтунского восстания 1862 года.
В 1856 году Пешикташлян основывает в Константинополе армянский национальный театр. Он переводил для театра пьесы европейских авторов, выступал как режиссёр и актёр. В 1856—1858 годах он написал исторические трагедии «Корнак», «Аршак II», которые ставились на сцене основанного им театра. Его перу принадлежат также трагедии «Ваган» и «Ваге» и несколько комедий. Пешикташлян способствовал и развитию армянского музыкального искусства, сочиняя музыку к спектаклям, а также на свои стихи и стихи Гевонда Алишана. Он поддерживал творческие связи с выдающимся армянским композитором Тиграном Чухаджяном.
Стихи Пешикташлян начал писать со второй половины 1840-х годов, публикуя их в западноармянской периодике. Первый сборник его стихотворений и драматических произведений вышел в свет в Константинополе в 1870 году под названием «Сочинения».
Скончался Пешикташлян 29 ноября 1868 года в Стамбуле.

## Творчество
Творчество Пешикташляна ещё в значительной мере связано с наследием венецианских армянских поэтов. Эта связь обусловлена биографией: юношей Пешикташлян учился в Италии, в одной из армянских школ, у известных писателей и учёных-членов мхитаристской конгрегации. Не случайно он не только обратился к предшественникам-классицистам с циклом стихотворных посвящений, но написал, следуя их традициям, множество стихотворений на грабаре. Эти стихи, повествующие об историческом прошлом Армении, полны сугубо отвлечённых рассуждений о жизни и смерти, природе и человеке. Однако уже в середине 50-х годов в поэзии Пешикташляна произошло то же, что несколько ранее произошло в творчестве Г. Алишана, — переход от канонов армянского классицизма к миру остроконтрастных и ярких романтических чувств, красок и настроений. Добавим также, что, в отличие от Алишана, Пешикташлян наряду со стихами на патриотические темы создал и стихи, в которых глубоко и тонко изобразил муки любви и красоту природы. Именно это имел в виду Паруйр Севак, когда назвал Пешикташляна «основоположником и первым классиком новой армянской лирики».
Прекрасное заключено для поэта в мягкой и элегической грусти, гармонии, умиротворённости чувств. Такова и любовь его лирического героя: она тиха и застенчива, исполнена скромности, достоинства и просветлённой, мудрой печали, лишена внешних показных эффектов. Мкртич Пешикташлян — тонкий лирик. «Любить все красивое, доброе, возвышенное» — вот эстетический идеал поэта.
И всё-таки поэтическая слава Пешикташляна в первую очередь зиждется на его немногочисленных, но достигших совершенства патриотических стихах. Они, эти стихи, вдохновляли разные поколения, их пели и поют, они вошли в школьные учебники, их строки стали крылатыми. В его медитациях возникает образ родины — вечной обители мечты поэта. Венец патриотической лирики Пешикташляна — цикл «Зейтунские песни». Посвятив его героям Зейтунского восстания, поэт создал замечательный гимн героизму, славе и бессмертию армянских воинов, павших на поле брани. Политическая реакция в Турции сокрушила его надежды на освобождение родины, и он, предавшись мрачному отчаянию, ищет утешение в романтической «философии смерти» Архивировано 1 февраля 2012 года..

## Сочинения М. Пешикташляна
- «Песня Отчизны» (стихотворение) (1850);
- «Корнак» (историческая трагедия) (1856);
- «Аршак II» (историческая трагедия) (1858);
- «Ваган» (историческая трагедия) (1858);
- «Ваге» (историческая трагедия) (1858);
- «О трех храбрецах» (комедия) (18);
- «Комедия о разбойниках» (комедия)(18);
- «Армянский храбрец» (песня) (1862);
- «Мы — братья» (песня) (1862);
- «Смерть храбреца» (стихотворение) (1863);
- «Похороны храбреца» (стихотворение) (1862-63);
- «Храбрая армянка» (стихотворение) (1863);
- «Весна» (стихотворение) (1864);
- «Слёзы Девы» (песня) (1864);
- «К зефиру Алемдага» (стихотворение) (1864);
- «Возвращение» (стихотворение) (1864);
- «Летите, мои песни» (стихотворение) (1864);
- «Марш» (стихотворение) (1867);
- «Прогулка у горы Великан» (песня) (186);
- «Старец из Вана» (песня) (1868);
- «Вам счастья не знать» (стихотворение) (1868);
- «Песня» (1868);
- «Лира Девы» (стихотворение) (1868);
- «Песня» (1868);
- «Последний вздох» (стихотворение) (1868);
- «Предсмертная песня» (1868);
- «Песня» (1868).